# Vierschansentoernooi 1953

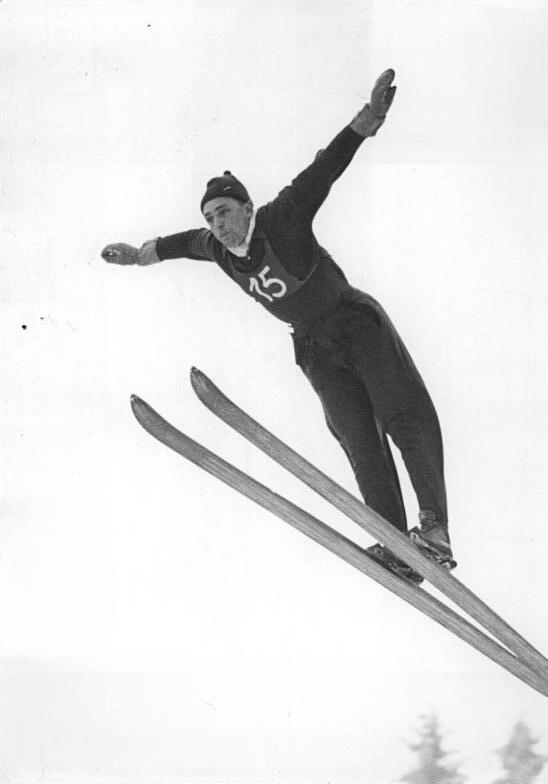
Een schansspringer in 1953

In 1953 werd de eerste editie van het Vierschansentoernooi gehouden.
Het toernooi ging van start met de traditionele wedstrijd in het Duitse Garmisch-Partenkirchen op 1 januari. Meer dan 20.000 toeschouwers waren getuige. De vier wedstrijden kenden vier verschillende winnaars, waarvan drie afkomstig uit Noorwegen. De Oostenrijker Sepp Bradl won het eindklassement.

## Wedstrijden

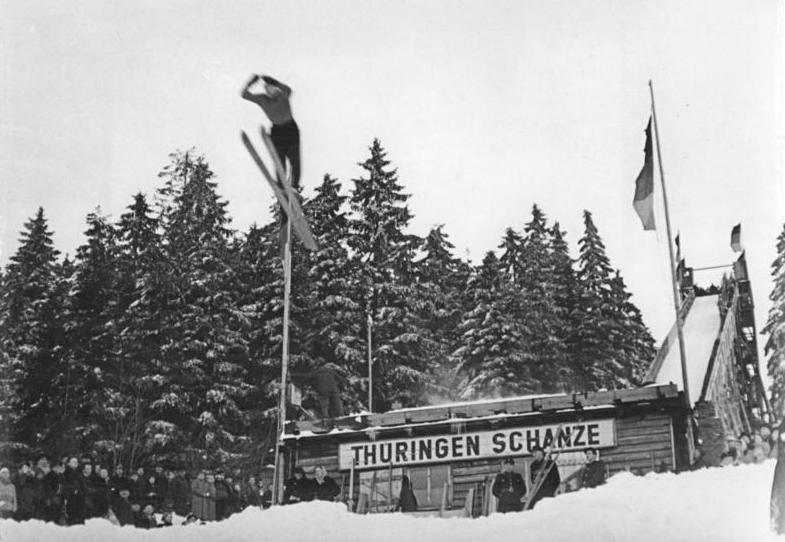
Schansspringen in 1953

| datum           | locatie                | winnaar             |
| --------------- | ---------------------- | ------------------- |
| 1 januari 1953  | Garmisch-Partenkirchen | NOR Asgeir Dølplads |
| 4 januari 1953  | Oberstdorf             | NOR Erling Kroken   |
| 6 januari 1953  | Innsbruck              | AUT Sepp Bradl      |
| 11 januari 1953 | Bischofshofen          | NOR Halvor Naes     |

## Eindklassement
| Nr. | Springer            |
| --- | ------------------- |
| 1   | AUT Sepp Bradl      |
| 2   | NOR Halvor Naes     |
| 3   | NOR Asgeir Dølplads |

## Deelnemers
Het toernooi was sterk bezet. Van de wereldtoppers ontbrak alleen het Finse team. De vijftig deelnemers kwamen uit zes landen. Naast de vele Duitsers en Oostenrijkers namen vijf Slovenen (destijds Joegoslaven), vier Zweden, drie Noren en drie Zwitsers deel.

## Grensproblemen
De tweede wedstrijd had plaats in Oberstdorf. De sporters werden met bussen van Oberstdorf naar Innsbruck vervoerd, maar bij de grensovergang bleek dat de Zweedse ploeg niet over de vereiste visa beschikte. Na veel telefoonverkeer tussen de betrokken autoriteiten mocht het gehele gezelschap, inclusief de Zweden, alsnog Oostenrijk in.

## Primeur in de jurywaardering
Het toernooi kende ook een primeur in de jurywaardering van de sprongen. Er werd overgeschakeld naar een systeem waarbij direct na een sprong de punten werden toegekend. Voor die tijd werd pas aan het eind van de wedstrijd de waardering bekend.

## Vervolg
De eerste editie van het toernooi werd door de organiserende skiverenigingen, toeschouwers, pers en deelnemers als zeer positief ervaren. Direct na afloop werden al plannen gemaakt voor de tweede editie. Er werd besloten om niet meer in Partenkirchen te starten, maar op de andere Duitse locatie Oberstdorf. Omdat in Partenkirchen altijd op 1 januari wordt gesprongen, moest de wedstrijd van Oberstdorf dus al in december van het voorgaande jaar worden gehouden. Besloten werd om de laatste wedstrijd in Bischofshofen op driekoningen te laten plaatsvinden.
1953 ·
1954 ·
1955 ·
1956 ·
1957 ·
1958 ·
1959 ·
1960 ·
1961 ·
1962 ·
1963 ·
1964 ·
1965 ·
1966 ·
1967 ·
1968 ·
1969 ·
1970 ·
1971 ·
1972 ·
1973 ·
1974 ·
1975 ·
1976 ·
1977 ·
1978 ·
1979 ·
1980 ·
1981 ·
1982 ·
1983 ·
1984 ·
1985 · 
1986 ·
1987 ·
1988 ·
1989 ·
1990 ·
1991 ·
1992 ·
1993 ·
1994 ·
1995 ·
1996 ·
1997 ·
1998 ·
1999 ·
2000 ·
2001 ·
2002 ·
2003 ·
2004 ·
2005 ·
2006 ·
2007 ·
2008 ·
2009 · 
2010 ·
2011 ·
2012 ·
2013 ·
2014 ·
2015 ·
2016 ·
2017 ·
2018 ·
2019 ·
2020 ·
2021 ·
2022 ·
2023 ·
2024 ·
2025 

Lijst van eindwinnaars